# Pilcher Peak
Der Pilcher Peak ist ein rund 950 m hoher Berg an der Danco-Küste des Grahamlands im Norden der Antarktischen Halbinsel. Er ragt zwischen dem Mouillard-Gletscher und dem Lilienthal-Gletscher auf.
Luftaufnahmen entstanden während der Falkland Islands and Dependencies Aerial Survey Expedition (FIDASE, 1956–1957), die der Falkland Islands Dependencies Survey für die Kartierung verwendete. Das UK Antarctic Place-Names Committee benannte den Berg 1960 nach dem britischen Flugpionier Percy Pilcher (1866–1899).